# Stanična kultura
Stanična linija ili stanična kultura je stalno etablirana stanična kultura koja će beskonačno proliferirati, uz zadani svježi medij ili prostor.
Predstavlja uzgajanje životinjskih stanica u laboratoriju u kontroliranim uvjetima. S uzgojem se prvi put počelo početkom 20. stoljeća. Najpoznatija stanična linija je HeLa - stanice raka grlića maternice.
S obzirom na trajnost, mogu biti primarne stanične linije čiji je životni vijek ograničen jer vremenom umiru, te besmrtne, koje se beskonačno dijele, a kod kojih su promjene namjerne ili slučajne (mutacija). Kulture dijelimo na adherentne i na stanice u suspenziji.

## Vanjske poveznice
- Stanična kultura Hrvatska tehnička enciklopedija, portal hrvatske tehničke baštine. LZMK